# 吳英毅
吳英毅（1943年1月15日—），生于嘉義市，中華民國政治人物，中國國民黨籍。曾任第6屆立法委員（僑選）、僑務委員會委員長。

## 僑鄉計畫
吳英毅於2008年上任後提出「僑鄉計畫」，此計畫致力吸引海外高齡專業僑胞回台定居，不只讓僑胞心在台灣，人才、錢財也可回流台灣，更能增加第二代僑胞與台灣的連結。
僑鄉計畫是打算選在台灣中南部興建幾百戶的華僑示範社區，一戶售價大概三、四十萬美元，也可短期承租，平常僑胞可利用高鐵往來台灣各地，輕鬆滿足僑胞娛樂休閒、聯繫感情及就醫需求。
僑鄉計畫將介紹一系列台灣的老人醫療及養生村的概念，並提出華僑返台造林計畫，配合農委會等開放林地讓華僑個人或企業認養，開闢登山步道或森林浴、度假小木屋等。
在美國雖然有完善的社會福利制度，但是比起台灣，高額的健保費及貴得嚇人的醫藥自負額，常令人吃不消。台灣有很好的老人醫療、養生設施，而且價錢便宜。
於此同時，吳英毅極力反對衛生署提出「設籍台僑」長期旅居國外每月須繳交健保費的改革措施。吳英毅要求維持現行政策，亦即「設籍台僑」平時可「停保」，待需要返台利用健保福利時，再補繳一個月保費即可享有台灣健保的特權，據悉「停保」亦是健保虧損黑洞之一。
海外華人的第二代有很多優秀傑出的人物，他們在各國擔任重要職位或者經營大企業，在各行各業有非常好的成就，可惜的是，這些精英分子對台灣沒有歸化感，也很少回來。吳委員長有感於國科會所推出的「候鳥計畫」，希望僑委會也能加強召喚這些華人子弟回流，未來將讓僑委會尋求跨部會合作，讓第二代優秀華人回台「看看台灣、了解台灣」。

## 卸任餘波
吳英毅在2013年七月底無預警遭府院高層撤換，由時任行政院政務委員陳士魁接任僑務委員會委員長一職，詳細原因沒有表明，吳在事前也對自己遭到撤換一事毫無所悉。
吳英毅卸任後的生活平實低調，較引發關注的公開行程僅有2017年五月底世界衛生大會期間，中共當局阻擾臺灣方面出席之際，率領多名現任僑務人員前往中华人民共和国交流，接受中共國務院僑務辦公室招待。遭各界批評後僅簡單表示：「反正我是中華民國的老百姓，我是去玩的，不必要別人說三道四。」

## 外部連結
- 立法院委員簡介 （页面存档备份，存于）
- 僑務委員會首長簡介 （页面存档备份，存于）

| 中華民國政府職務 | 中華民國政府職務                                      | 中華民國政府職務 |
| ---------------- | ----------------------------------------------------- | ---------------- |
| 行政院           |                                                       |                  |
| 前任： 張富美    | 僑務委員會委員長 第十五任 2008年5月20日－2013年8月1日 | 繼任： 陳士魁    |